# Toremyia femorata
Toremyia femorata är en tvåvingeart som först beskrevs av Joseph och Parui 1987.  Toremyia femorata ingår i släktet Toremyia och familjen rovflugor. Inga underarter finns listade i Catalogue of Life.